# Practice What You Preach
Practice What You Preach – trzeci album studyjny amerykańskiej grupy muzycznej Testament. Nagrania dotarły do 77. miejsca listy Billboard 200 w USA.

## Lista utworów
Opracowano na podstawie materiału źródłowego.
| Nr  | Tytuł utworu                     | Długość |
| --- | -------------------------------- | ------- |
| 1.  | „Practice What You Preach”       | 4:54    |
| 2.  | „Perilous Nation”                | 5:50    |
| 3.  | „Envy Life”                      | 4:16    |
| 4.  | „Time Is Coming”                 | 5:26    |
| 5.  | „Blessed in Contempt”            | 4:12    |
| 6.  | „Greenhouse Effect”              | 4:52    |
| 7.  | „Sins of Omission”               | 5:00    |
| 8.  | „The Ballad”                     | 6:09    |
| 9.  | „Nightmare (Coming Back to You)” | 2:20    |
| 10. | „Confusion Fusion”               | 3:07    |
|     |                                  | 46:06   |

## Twórcy
Opracowano na podstawie materiału źródłowego.
- Chuck Billy – śpiew
- Eric Peterson – gitara elektryczna
- Alex Skolnick – gitara elektryczna
- Greg Christian – gitara basowa
- Louie Clemente – perkusja